# PD-L1
PD-L1 با عنوانِ کاملِ لیگاند ۱ مرگ برنامه‌ریزی‌شده (انگلیسی: Programmed death-ligand 1) که با نام‌های CD274 و B7-H1 هم شناخته می‌شود، یک پروتئین است که در انسان توسط ژنِ «CD274» کدگذاری می‌شود.
این پروتئین، یک پروتئین تراپوسته‌ای است که نقش مهمی در سرکوب دستگاه ایمنی در جریان بارداری، پیوندهای بافتی آلوگرافت، بیماری‌های خودایمنی و هپاتیت ایفا می‌کند.

## اهمیت بالینی
به نظر می‌رسد تولید زیاد این پروتئین سبب می‌شود تا سلول‌های سرطانی از دستِ سیستم ایمنی بدن فرار کنند. در یک بررسی جامع از ۱۹۶ نمونه توموری سرطان کلیه مشاهده گردید که بیان زیاد این پروتئین در تومور، با تهاجمی‌بودن آن و افزایش ۴٫۵ برابری مرگ ناشی از سرطان کلیه مربط بوده‌است. هم‌اینک چندین بازدارندهٔ PD-L1 در حال ساخت است تا از آنها، در درمانِ سرطان‌های گوناگون استفاده شود و نتایج کارآزمایی‌های بالینی نیز خوب بوده‌است. یک نمونه از این داروها آولومب است.
در موش‌ها مشاهده شده که ابتلای درون‌یاخته‌ای با لیستریا مونوسیتوژنز با افزایش بیانِ PD-L1 در لنفوسیت‌های تی، سلول‌های کشندهٔ طبیعی و ماکروفاژها همراه بوده‌است.
این پروتئین همچنین در بیماری‌های خودایمنی دخیل بوده‌است. به‌عنوان مثال تغییراتی در بیان آن در کودکان مبتلا به لوپوس منتشر مشاهده شده‌است.
این پروتئین، نقش مهمی در سرکوب دستگاه ایمنی در جریان بارداری، پیوندهای بافتی ، بیماری‌های خودایمنی و هپاتیت ایفا می‌کند.
در یک بررسی جامع از ۱۹۶ نمونه توموری سرطان کلیه مشاهده گردید که بیان زیاد این پروتئین در تومور، با تهاجمی‌بودن آن و افزایش ۴٫۵ برابری مرگ ناشی از سرطان کلیه مربط بوده‌است.
همچنین تحقیقات نشان داده اند، بیان این پروتئین در سرطان های مختلف مانند سرطان ریه (سرطان ریه سلول غیر کوچک (NSCLC) ) ، سرطان کولون و کلیه افزایش قابل توجهی دارد.

## آنتی‌بادی ایمونوهیستوشیمی PD-L1
آنتی‌بادی ایمونوهیستوشیمی PD-L1 راه تشخیصی مشخص برای کمک در شناسایی بیماران مبتلا به NSCLC برای درمان با داروی pembrolizumab است.  میزان بیان PD-L1 می‌تواند به شناسایی بیماران، در درمان با ایمونوتراپی PD-1 anti کمک فراوانی نماید.
نمونهٔ بافتی سرطان ریه با سلول‌های غیر کوچک، که میزان بیان پروتئین PD-L1 در آنها اندازه‌گیری می‌شود بر اساس درجهٔ بدخیمی به سه گروه تقسیم می‌شوند:
- TPS < 1% :No PD-L1 expression
- TPS 1–۴۹٪ :PD-L1 expression
- TPS ≥ ۵۰٪ :High PD-L1 expression

آنتی‌بادی ایمونوهیستوشیمی PD-L1 تستی کیفی برای تشخیص PD-L1 در نمونه‌های بافتی NSCLC می‌باشد. این آنتی‌بادی تنها تستی است که در کارآزمایی بالینی داروی pembrolizumab، برای تعیین میزان بیان PD-L1 در بیماران NSCLC، استفاده می‌شود.
میزان بیان PD-L1 در سلول‌های سرطانی، بیومارکری برای ارزیابی پاسخ به درمان با آنتی PD-1 می‌باشد.